# Dave Prater
David Prater jr. (Dave) (Ocilla, 9 mei 1937 – Sycamore (Georgia), 9 april 1988) was een Amerikaanse soul- en r&b-zanger, die de diepere bariton/tenorvocalist was van het soulzangduo Sam & Dave van 1961 tot zijn dood in 1988. Hij is lid van de Rock and Roll Hall of Fame (1992), de Grammy Hall of Fame (1999, voor het nummer Soul Man), de Vocal Group Hall of Fame en de Georgia Music Hall of Fame (1997) en hij was een Grammy Award-winnende (1967) en met meerdere Gold Record bekroonde artiest.

## Biografie
Sam & Dave waren het meest succesvolle en veelgeprezen duo in de geschiedenis van de soulmuziek, volgens het tijdschrift Rolling Stone en brachten de geluiden van de zwarte gospelkerk naar popmuziek met hun reeks call-and-response-hitplaten. Voornamelijk opgenomen bij Stax Records in Memphis (Tennessee) van 1965 tot 1968, bevatten deze nummers Soul Man, Hold On, I'm Coming, I Thank You en andere zuidelijke soulklassiekers. Behalve Aretha Franklin had geen enkele andere soulact tijdens Sam & Dave's hitproducerende Stax-jaren (1966-1968) meer consistente r&b-hits in de hitlijsten, waaronder 10 opeenvolgende top 20 singles en 3 opeenvolgende top 10 lp's. Soul Man wordt door veel organisaties erkend als een van de beste of meest invloedrijke nummers van de afgelopen 50 jaar, waaronder de Grammy Hall of Fame, de Rock & Roll Hall of Fame, Rolling Stone Magazine en RIAA Songs of the Century. Soul Man werd gebruikt als soundtrack en titel voor zowel een film uit 1986 als een televisieserie uit 1997-1998.
Bijgenaamd "Double Dynamite" vanwege hun energieke en zweterige, gospel-doordrenkte uitvoeringen, werden Sam & Dave door critici ook beschouwd als een van de beste live optredens van de jaren 1960. Het duo wordt door talloze artiesten aangehaald als een muzikale invloed, waaronder Bruce Springsteen, Michael Jackson, Phil Collins en Steve Winwood. The Blues Brothers, die in de jaren 1980 een grote heropleving van de belangstelling van het publiek voor soul, r&b en bluesmuziek zorgden, werden sterk beïnvloed door Sam & Dave. Hun grootste hit was hun top 20-cover van Soul Man en hun act en show was gemodelleerd naar die van Sam & Dave.

### Vroege jaren (1958–1964)
Prater werd geboren als zevende van tien kinderen in Ocilla, Georgia, waar hij opgroeide met het zingen van gospelmuziek in het kerkkoor en een veteraan was van de gospelgroep de Sensational Hummingbirds, waarin hij zong met zijn oudere broer J.T. Prater. Dave Prater ontmoette zijn toekomstige partner Sam Moore in de King of Hearts Club in Miami in 1961 en tekende kort daarna bij Roulette Records. Sam en Dave brachten zes singles uit voor Roulette, waaronder twee nummers die Prater samen met Moore schreef. Prater was typisch de hoofdvocalist op deze platen, waarbij Moore typisch harmonie en alternatieve verzen zong.

### De Stax Records jaren (1965–1968)
Ze werden eind 1964 gecontracteerd door Jerry Wexler bij Atlantic Records, met een overeenkomst waardoor ze in Memphis konden opnemen met Stax Records. Hun eerste twee singles kwamen niet in de chart, maar na de single You Don't Know Like I Know van het duo uit november 1965, begon een serie van tien opeenvolgende top twintig Billboard R&B hits, waaronder Hold On, I'm Comin ( 1966), You Got Me Hummin (1966), When Something Is Wrong with My Baby (1967), Soul Man (1967) en I Thank You (1968). Beginnend met Hold On, I'm Comin' kreeg Moore meestal de hoofdstem (eerste couplet en hoofdstem in refrein) op de meeste van hun opnamen. Prater zong het eerste couplet van de tenorlead op hun enige ballad When Something Is Wrong with My Baby en werd een hitsingle, waarmee hij een indrukwekkend vocaal bereik in het bovenste register demonstreerde.
Al hun grootste hits zijn geschreven en geproduceerd door Isaac Hayes en David Porter, die als songwriters voor Stax werkten. De Stax-platen van Sam & Dave profiteerden ook enorm van de steun van de Stax-huisband Booker T. & the M.G.'s en de Stax-blazerssectie, de Mar-Keys. Deze hoog aangeschreven muzikanten schreven mee (vaak zonder krediet) en droegen enorm bij aan de opnamen. De Stax-opnamen van Sam & Dave tot en met 1967 werden ontwikkeld door Stax-oprichter en mede-eigenaar Jim Stewart, die het Memphis-geluid bij Stax creëerde door sessies in wezen live op te nemen in een enkele take. De combinatie van al deze gerespecteerde talenten droeg bij aan het unieke geluid en het commerciële succes van Sam & Dave's Stax-opnamen.

### Atlantische jaren, solocarrière en terug met Sam en Dave (1968-1981)
Stax en Atlantic verbraken hun distributieovereenkomst in 1968 en als gevolg daarvan werden Sam & Dave Atlantic-artiesten en konden ze niet langer samenwerken met Hayes, Porter en de Stax-muzikanten. De platen gemaakt door Atlantic hadden niet hetzelfde geluid en gevoel als de Stax-opnames, en de meeste werden alleen in de onderste regionen van de hitlijsten geplaatst, of helemaal niet. Het einde van hun samenwerking met het platenlabel Stax en hun vaak vluchtige relatie droegen bij aan het uiteenvallen van het duo in juni 1970. Na de breuk met Sam keerde Prater terug naar hun vroege Miami-label Alston Records, waar hij de single Keep My Fingers Crossed opnam, ondersteund door Love Business (Alston A-4596) en ook sporadisch optrad het volgende jaar. Sam & Dave kwamen weer bij elkaar in augustus 1971 en traden het grootste deel van het decennium op tot en met 1981. Ze genoten een korte heropleving in populariteit dankzij de opname van Soul Man uit 1979 van The Blues Brothers. Sam & Dave namen ook Come On, Come Over op, dat verscheen op de debuut-lp van jazzbassist Jaco Pastorius. Dave verscheen ook in de Paul Simon-film One Trick Pony als onderdeel van Sam & Dave. Hun laatste optreden samen was op 31 december 1981 in het Old Waldorf in San Francisco.

### The New Sam and Dave Revue (1982–1988)
In 1982 begon Prater te toeren met Sam Daniels. Dit duo werd ook aangekondigd als Sam & Dave. Ze traden samen op tot Praters dood in 1988. Moore probeerde legaal te voorkomen dat Prater de naam van de groep zou gebruiken zonder zijn deelname en toestemming, maar slaagde er over het algemeen niet in om de act stop te zetten. De Daniels-Prater-incarnatie van Sam & Dave speelde maar liefst 100 shows per jaar, inclusief optredens in Europa, Japan en Canada. In 1985 brachten Prater en Daniels een medley van Sam & Dave-hits uit die nieuw waren opgenomen in Nederland, met een piek op #92 in de r&b-hitlijst en werd toegeschreven aan Sam & Dave. Moore liet het label de single terugroepen voor het gebruik van de naam Sam & Dave zonder toestemming en de plaat werd opnieuw gelabeld en opnieuw uitgegeven onder de naam The New Sam & Dave Revue.
Praters laatste optreden met Daniels was op 3 april 1988 tijdens een Stax Reunion-show in het Atlanta Civic Center, waar ook Isaac Hayes, Eddie Floyd en Rufus en Carla Thomas te zien waren. Zes dagen later, op 9 april 1988, stierf Prater bij een auto-ongeluk. Prater vatte zijn gedachten over zijn carrière voor Gerri Hirshey samen, die hem citeerde in haar boek Nowhere to Run (1984, Southbank Publishing).

## Privéleven en overlijden
Prater was van maart 1962 tot november 1969 getrouwd met Annie Belle Henderson en had vijf kinderen met haar. Tijdens een huiselijke ruzie in 1968 schoot Prater zijn vrouw neer en verwondde haar. Hij werd niet aangeklaagd voor het incident. Op 25 december 1969 trouwde hij met zijn tweede vrouw Judith T. Gilbert en bleef met haar getrouwd tot aan zijn dood. Prater was een inwoner van Paterson (New Jersey) van 1974 tot aan zijn dood. Dave Prater overleed in april 1988 op 50-jarige leeftijd bij een ongeluk in Sycamore, Georgia, terwijl hij naar het huis van zijn moeder reed. Hij werd begraven op de begraafplaats Holy Sepulchre in Totowa, New Jersey.
- Bibliothèque nationale de France: cb13808489k (data)
- Gemeinsame Normdatei: 121249638
- International Standard Name Identifier: 0000 0001 0966 7803
- Library of Congress Control Number: n91053936
- MusicBrainz: 11573fb7-b856-4265-b787-e2bae148fe6e
- Nationale Bibliotheek van Tsjechië: jo2012681191
- Virtual International Authority File: 42689293
- WorldCat: E39PBJy8m6xXW7JKrBMxdpDpfq